# Snow Hill, Maryland
Snow Hill är en kommun (town) i den amerikanska delstaten Maryland med en folkmängd, som uppgår till 2 103 invånare (2010). Snow Hill är administrativ huvudort i Worcester County, Maryland.

## Kända personer från Snow Hill
- Ephraim King Wilson, politiker, senator 1885-1891